# Radnja Donja
Radnja Donja (cyr. Радња Доња) – wieś w Bośni i Hercegowinie, w Republice Serbskiej, w gminie Stanari. W 2013 roku liczyła 368 mieszkańców.